# Montañas Blue Stack
Las montañas Blue Stack (Na Cruacha Gorma en irlandés. También conocidas en inglés como las Blue Stack o, en Donegal meridional, las Croaghs son la principal sierra en el sur del Condado de Donegal en Úlster occidental, Irlanda. Proporcional una barrera casi infranqueable entre el sur del país, tal como la ciudad de Donegal y Ballyshannon, y las ciudades al norte y oeste como Dungloe y Letterkenny. La carretera entre las dos partes del país pasa por el Barnesmore Gap.
- Portal:Irlanda. Contenido relacionado con Irlanda.

- Datos: Q2163296
- Multimedia: Blue Stack Mountains / Q2163296